# 35 Dywizja Rakietowa
35 Dywizja Rakietowa(ros. 35-я ракетная Краснознамённая, орденов Кутузова и Александра Невского дивизия)  – związek taktyczny Wojsk Rakietowych Przeznaczenia Strategicznego Związku Radzieckiego, następnie – Federacji Rosyjskiej
Dywizja stacjonuje w mieście Sybirski w Ałtajskim Kraju. W 2008 dysponowała 36 zestawami strategicznych rakiet balistycznych RS-12M. Wchodzi w skład 33 Gwardyjskiej Armii Rakietowej.

## Struktura organizacyjna
2011
- dowództwo – Barnauł[5]
- 307 Gwardyjski Kołobrzeski pułk rakietowy
- 479 Pomorski  pułk rakietowy
- 480 Drezdeński pułk rakietowy
- 867 Gwardyjski Połocki pułk rakietowy
- 3911 techniczna baza rakietowa
- 738 węzeł łączności
- 1443 ruchomy SD
- 729 węzeł łączności
- batalion inżynieryjno-saperski
- batalion ochrony i rozpoznania